# ストレートジュース
ストレートジュースとは、原材料を絞り、そのまま冷却、殺菌をおこなったジュースのことである。

## ジュースの中でのシェア
オレンジジュースを例にとると、世界の中でオレンジジュースの消費量は2013年から2019年を除く2021年まで断続的に減少している。
しかし欧米市場などでは、ニーズのある製品なら多少金額がかかろうとも仕入れ、積極的に販売するため、ストレートジュースのシェアは増加している。

## 濃縮還元法との違い
濃縮還元法の中にも真空蒸発法、凍結濃縮法、逆浸透濃縮法など様々な種類があるが、濃縮還元法との最大の違いは、濃縮還元法は、一度原料から水分を飛ばすことで濃縮させている点である。
そのため濃縮還元法の場合運送費や保管費用、場所を削減することができるため、比較的安価であるものの、原材料が持つ栄養素や香りが損なわれる可能性があるとともに、添加物が入っている場合がある。
一方でストレートジュースは、原材料そのままの風味を楽しむことができ、栄養素が損なわれにくいものの、比較的高価であるとともに、季節によって味が変動しやすい。